# Moustafa Ier
Mustafa Ier (24 juin 1591 — 20 janvier 1639), dit le Fou (en turc : Deli Mustafa), est brièvement sultan de l'Empire ottoman et calife de l’islam de 1617 à 1618, remplacé par son neveu Osman II, puis réinstallé sur le trône par les janissaires du  20 mai 1622 au 10 septembre 1623. Son neveu Mourad IV lui succède.

## Biographie
Moustafa Ier est le demi-frère du sultan Ahmed Ier, fils de Mehmed III et de Halime Sultan. Moustafa Ier aurait été mentalement attardé ou, au moins, névrosé, et n'est guère qu'un jouet de la cour du palais de Topkapı. Durant le règne de son frère, il est confiné pendant quatorze ans dans le Kafes, la partie du palais où les successeurs potentiels sont enfermés, ce qui serait la raison de ses problèmes de santé mentale.

### Premier règne
À la mort de son frère en 1617, il accède au trône, grâce à Kösem, aux dépens de son neveu Osman II. Cette intronisation est la première qui a lieu en vertu du critère d'aînesse, plutôt que du fratricide, Osman étant jugé trop jeune.
Cependant, il ne règne que quelques mois et est déposé en 1618. Son neveu, Osman II, règne alors pendant quatre ans et Moustafa Ier est renvoyé dans la Kafes.

### Second règne
Le 19 mai 1622, Osman II est renversé par les janissaires et Moustafa Ier est rappelé sur le trône, après avoir été sorti de force du Kafes. Osman est alors exécuté au lendemain de son renversement.
En novembre 1622, Mehmed Abaza commence une révolte contre les janissaires. En janvier 1623, sont exécutés les commanditaires de l'exécution d'Osman II. En mars 1623, la plupart des gouverneurs de provinces d'Asie mineure rejoignent Abaza.
En septembre 1623, à l'issue de la révolte d'Abaza, Moustafa est à nouveau déposé et remplacé par un demi-frère d'Osman, Mourad IV, en échange de la garantie que sa vie soit épargnée. Moustafa Ier meurt seize ans plus tard.